# Ukrainische orthodoxe griechisch-katholische Kirche
Die Ukrainische orthodoxe griechisch-katholische Kirche (ukrainisch Українська правовірна греко-католицька церква Ukrajinskaja prawowirna hreko-katolyzka Zerkwa) ist eine eigenständige christliche Kirche in der Ukraine, die sich 2009 von der Ukrainischen griechisch-katholischen Kirche abspaltete.

## Namen
Eigentlich müsste die Bezeichnung mit Ukrainische rechtgläubige griechisch-katholische Kirche wiedergegeben werden (von правоверно = rechtgläubig und nicht православно = orthodox, in der rechten Lehre). Die offizielle englische Übersetzung ist aber durchgängig Ukrainian Orthodox Greek-Catholic Church, was missverständlich ist, da die Glaubensgemeinschaft weder zur ukrainisch-orthodoxen noch zur griechisch-katholischen Kirche gehört.

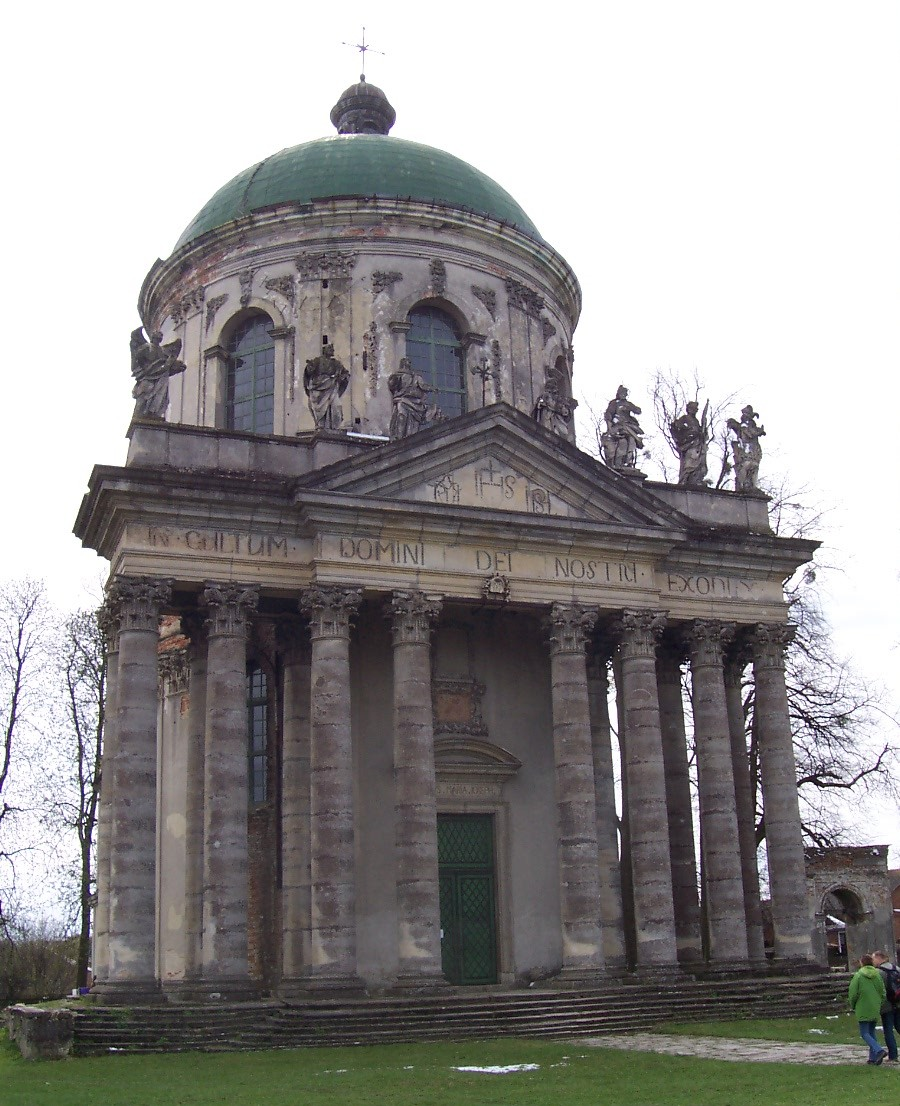
Schlosskirche St. Joseph (1752–1766, Entwurf Bernardino Zanobi de Gianotis, Ausstattung Sebastian Fesinger) in Pidhirzi, Ukraine

## Geschichte
Die Kirche wurde am 11. August 2009 durch mehrere Priester der Ukrainischen griechisch-katholischen Kirche aus der Eparchie Pidhirzi gegründet.
Sie lehnt die griechisch-katholische und die römisch-katholische Kirche in ihrer aktuellen Situation ab, da sie durch Synkretismus, Okkultismus, die Akzeptanz von Homosexualität und durch die irrige Ökumene häretisch geworden seien.
Am 7. April 2011 gründeten sie das Byzantinische katholische Patriarchat. Zum ersten Patriarchen wurde Eliáš Antonín Dohnal gewählt. Sie bekannten sich zum Sedisvakantismus, der besagt, dass der Heilige Stuhl in Rom zu dieser Zeit de facto unbesetzt sei, da der damalige Papst Benedikt XVI. sich durch häretisches Verhalten ebenso wie seine Vorgänger selbst exkommuniziert habe. Sie riefen alle römisch-katholischen Priester auf, sich von Ratzinger loszusagen.
Am 22. Februar 2012 wurden die vier Bischöfe der Ukrainischen orthodoxen griechisch-katholischen Kirche vom Heiligen Stuhl exkommuniziert.